# Liczman (żeton)
Liczman – drobny przedmiot wykorzystywany jako pomoc przy liczeniu. W czasach prehistorycznych wypalany z gliny (lub jako zdobiony kamyk), w średniowieczu bity podobnie jak moneta.

## Czasy prehistoryczne
W trakcie wykopalisk na terenie prehistorycznych osiedli Bliskiego Wschodu często natrafiano na znaczną ilość małych, glinianych przedmiotów o różnych geometrycznych kształtach. Przez wiele lat nie potrafiono zidentyfikować ich przeznaczenia. W 1958 roku A. Leo Oppenheim, amerykański orientalista, powiązał zapis pismem klinowym na pojemniku pochodzącym z II tysiąclecia p.n.e., znalezionym w mieście Nuzi (północny Irak) w latach dwudziestych XX wieku, mówiący o 48 zwierzętach z inwentarzem wykopalisk, wspominającym o „48 małych kamieniach”, znalezionych w pobliżu i następnie zagubionych. Oppenheim zasugerował, że były to liczmany (tokeny) – elementy prymitywnego systemu księgowości, liczenia magazynowanych płodów rolnych. W toku następnych badań obserwacja ta potwierdziła się. Najprawdopodobniej statystykę prowadzono poprzez wrzucanie kamyczków (lub właśnie specjalnych liczmanów) do pojemników odpowiadającym poszczególnym rodzajom bydła, płci zwierząt, ilości zbóż. Archiwizowano je poprzez zapieczętowanie tokenów w glinianych garnkach lub obwolutach. Użycie tokenów pozwalało na bardziej zaawansowaną księgowość, każdy rodzaj liczmana miał przypisany rodzaj magazynowanej żywności lub wyrobu rzemieślniczego. Podobny system liczenia stosowany był jeszcze w XVIII wieku w zachodnioafrykańskim królestwie Dahomeju (obecnie Benin). W ten sposób można było prowadzić planową gospodarkę, rozdzielać ziarno na przyszłoroczny siew, liczyć zapasy nawet przy braku pisma.
Podobne liczmany znajdowano również podczas wykopalisk osiedli z VIII i VI tysiąclecia (na terenach współczesnego Iranu, Syrii, Turcji, Iraku) – a więc przed prawdopodobną datą wynalezieniem pisma. W latach 70. Denise Schmandt-Besserat wysnuła hipotezę, że liczmany poprzedziły wynalezienie pisma i w istocie mogły stanowić postawę wczesnych systemów ideograficznych. Zaobserwowano zaskakującą niezmienność symboli geometrycznych i kształtów liczmanów, często pomimo różnicy rzędu kilku tysięcy lat. Istniało około 10 symboli podstawowych – głowa, sztabka, T, czworokąt, owal, czworościan, stożek, tarczka, kula, trójkąt – i o wiele więcej pokrewnych. Późniejsi badacze rozszerzyli tę teorię i zaproponowali stadia pośrednie – od kamyków, poprzez wypalane gliniane tokeny, potem używane jako pieczątki, następnie znaki pisma ideograficznego (tylko rzeczowniki), prowadzące do rozwoju systemu liczenia i pełnego pisma.
Ze względu na swoją użyteczność liczmany wykorzystywane były często równolegle z księgowością pisaną, aż do czasów nowożytnych.

## Średniowiecze
W średniowieczu do wykonywania obliczeń matematycznych w bankach, kantorach i urzędach wykorzystywano znany już Rzymianom abakus. Na liniach układano odpowiednie liczmany (niem. Raitpfennig, Rechenpfennig), wykonane najczęściej w formie miedzianych, mosiężnych lub brązowych (z rzadka srebrnych) żetonów, bitych przez mennicę. Na pierwszy rzut oka od monet różniły się tylko brakiem określonego nominału. Najstarsze liczmany tego rodzaju pochodzą prawdopodobnie z Włoch z XIII wieku. W Norymberdze od przełomu XV i XVI wieku istniało centrum ich produkcji, funkcjonujące przez trzysta lat. W drugiej połowie XVI wieku zaczęto bić liczmany w Polsce (najstarszy egzemplarz pochodzi z 1550 r.), wcześniej sprowadzano je z zagranicy. Od drugiej połowy XVII wieku znowu zaczęto sprowadzać je z zagranicy. Nazywano je podskarbiówkami, ponieważ były wykorzystywane w kancelariach podskarbiowskch. Znane jest ok. 60 liczmanów polskich i litewskich. Komplet wystarczający do normalnej pracy obejmował 60-100 liczmanów. Były one zazwyczaj dekorowane herbem i sentencją, podobnie jak monety.

## Czasy współczesne
W środowisku gier karcianych i planszowych przyjęło się używanie słowa pochodzącego z języka angielskiego – counter – na określenie żetonów używanych do śledzenia wyniku. Wykonane są one w formie szklanych lub plastikowych guziczków, ewentualnie pomalowanych na odpowiedni kolor klocków drewnianych.